# Баб-Агнау
Баб-Агнау (араб. باب اكناو‎) — одни из 19 ворот (баб) города Марракеш (Марокко). Они были возведены в XII веке во время правления династии Альмохадов.
В то время как Баб-эр-Робб служил официальным входом в город, Баб Агнау вели в монаршескую касбу, расположенную в южной части медины Марракеша. В касбе, построенной альмохадским султаном Абу Юсуфом Якубом аль-Мансуром, находятся Эль-Мансурия (мечеть касбы), дворец Эль-Бади и Саадские гробницы.

## Этимология
Наиболее распространённая теория происхождения названия Баб-Агнау заключается в том, что Агнау, как и Гнауа, предположительно происходит от берберского слова «агнав», которое буквально означает «глухой человек» или «немой человек» и используется для обозначения «не-берберских людей» (которые не понимают или не говорят на берберском языке). Обычно оно обозначает «чёрных людей» к югу от Сахары. Это можно объяснить тем, что ворота выходят на юг, в сторону от берберской Северной Африки к югу от Сахары («чёрная Африка»). Некоторые источники не соглашаются с этой теорией и переводят Агнау с берберского как «немой баран без рогов».
Баб (араб. باب‎) с арабского языка переводится как ворота или дверь.
В некоторых исторических источниках ворота также упоминаются под названиями Баб-эль-Кухель (также связанное с «чёрными людьми») или Баб-Лексер (дворцовые ворота).

## Описание
Функция ворот, как монаршеского входа, была в значительной степени декоративной. Фасад Баб-Агнау состоит из чередующихся секций камня, вероятно добытого в окрестностях Марракеша, и кирпича, окружающего подковообразную арку. Угловые части украшены цветочными декоративными элементами, расположенными вокруг раковины. Этот орнамент обрамлён тремя панелями, и на этих панелях есть надпись из Корана, выполненная на магрибском арабском языке с помощью слоистых куфических букв.
Каменная кладка находится в плохом состоянии. Причинами разрушений были названы наличие растворимых солей, в частности хлоридов и сульфатов, присутствующих в растворе, используемом для фиксации камней, а также загрязнение воздуха, оказывающее негативное влияние на состояние ворот.
Баб-Агнау были отремонтированы с уменьшением в размерах во время правления султана Мохаммеда III бен Абдаллаха, в середине-конце XVIII века. Прообразы этих подковообразных ворот, с их угловыми частями, обрамлёнными кораническими надписями, можно обнаружить в Меските в Кордове, которые также во многом схожими с современными Баб-эр-Руа в Рабате.